# Omonadus
Omonadus is een geslacht van kevers uit de familie van de snoerhalskevers (Anthicidae).

## Soorten
- O. anticemaculatus Pic, 1900
- O. bifasciatus Rossi, 1792
- O. confucii Marseul, 1877
- O. decellei Bonadona, 1979
- O. floralis (Linnaeus, 1758)
- O. formicarius Goeze, 1777
- O. jeanneli Bonadona, 1962
- O. lateriguttatus De Marseul, 1879
- O. mateui Bonadona, 1959
- O. phoenicius (Truqui, 1855)
- O. signatellus Krekich-Strassoldo, 1928